# Joy-Con
Joy-Con是任天堂Switch游戏机的主要控制器。它分为独立的两只，每只都含一个类比摇杆和一组按键。Joy-Con可以装在任天堂Switch主机上使用，也可以卸下来无线链接主机使用；分离时一对Joy-Con可供一名玩家使用，也可供两名玩家各用一只。

## 设计

电光蓝（L）、电光红（R）版手柄各方向视图

Joy-Con成对搭配，每对包括左右两只，即“Joy-Con L”和“Joy-Con R”。每只大小均为10.2厘米×3.6厘米×2.8厘米，左右手柄重量分别为49克和52克。
Joy-Con可通过Switch两侧的滑轨安装主机上，也可以从主机上取下，通过无线连接分离使用——分离时既可以成对使用（不同于Wii遥控器和双节棍），也可以两名玩家各用一只。一台Switch主机至多可同时连接8只Joy-Con。Joy-Con还有配套的“Joy-Con握把”外设，可让Joy-Con当作传统游戏手柄玩，握把有充电版和不带充电版。
Joy-Con从主机上卸除后，左右两只可分别自主操作，通过蓝牙和主机通信。两只Joy-Con从主机上卸除后便可分别连接腕带，腕带连有1.4厘米宽的底座，内有Joy-Con安装滑轨和扩展侧肩按键。
Joy-Con内置3.7伏、525毫安时、1.9瓦·时的锂离子聚合物电池；手柄连接到充电的Switch上时，可随主机一起充电。将控制器插入另售的充电握把，用USB-C连接充电主机底座亦可充电。任天堂于2017年6月16日发布了Joy-Con AA电池扩展附件，像腕带一样将Joy-Con滑入即可充电。

### 颜色
Joy-Con有多种配色，可通过主机附带或另行购买的方式获得。顾客除了灰色外，还可选择电光红（L）和电光蓝（R）配色。2017年中段，任天堂随《ARMS》发布了电光黄版Joy-Con，在《斯普拉遁2》首发时推出了电光绿（L）和电光粉红（R）版，北美地區及中國大陸发布了电光粉红（L）和电光绿（R）版，2017年10月，随《超级马里奥 奥德赛》发布了红色版Joy-Con，2019年10月4日推出了电光紫（L）和电光橙（R）版及藍色（L）和电光黃（R）版，2020年3月20日，因應《集合啦！動物森友會》推出粉綠（左）粉藍（右）。2021年10月8日，因OLED版發售而推出白色Joy-Con。，2024年3月22日，因應《碧姬公主 表演時刻！》推出淡雅粉紅。
| Name     | 颜色 | 左       | 右       |
| -------- | ---- | -------- | -------- |
| 灰色     |      | 是       | 是       |
| 電光紅   |      | 是       | 是       |
| 電光藍   |      | 是       | 是       |
| 電光黃   |      | 是       | 是       |
| 電光綠   |      | 是       | 是       |
| 電光粉紅 |      | 是       | 是       |
| 紅色     |      | 是       | 是       |
| 藍色     |      | 是       | [ 15 ]   |
| 電光紫   |      | 是       | [ 註 3 ] |
| 電光橙   |      | [ 註 3 ] | 是       |
| 白色     |      | 是       | 是       |
| 淡雅粉紅 |      | 是       | 是       |
| 淡雅黃   |      | [ 註 3 ] | 是       |
| 淡雅紫   |      | 是       | [ 註 3 ] |
| 淡雅綠   |      | [ 註 3 ] | 是       |

| Name                                                  | Color | L  | R  |
| ----------------------------------------------------- | ----- | -- | -- |
| Labo Creators Contest                                 |       | 是 | 是 |
| 精靈寶可夢 Let's Go！皮卡丘 精靈寶可夢 Let's Go！伊布 |       | 否 | 是 |
| 精靈寶可夢 Let's Go！皮卡丘 精靈寶可夢 Let's Go！伊布 |       | 是 | 否 |
| 任天堂明星大乱斗 特别版                               |       | 是 | 是 |
| 魔物獵人 崛起                                         | 是    | 是 |    |
| Thunderbolt Project                                   | 是    | 是 |    |
| 勇者斗恶龙XI S                                        |       | 是 | 是 |
| 迪士尼Tsum Tsum 嘉年華                                |       | 是 | 否 |
| 迪士尼Tsum Tsum 嘉年華                                |       | 否 | 是 |
| 集合啦！動物森友會                                    |       | 是 | 否 |
| 集合啦！動物森友會                                    |       | 否 | 是 |
| 超级马力欧系列                                        |       | 是 | 是 |
| 堡垒之夜                                              |       | 是 | 是 |
| 堡垒之夜                                              |       | 是 | 是 |
| 薩爾達傳說 禦天之劍                                   |       | 是 | 否 |
| 薩爾達傳說 禦天之劍                                   |       | 否 | 是 |
| 斯普拉遁3                                             |       | 是 | 否 |
| 斯普拉遁3                                             |       | 否 | 是 |
| 寶可夢 朱／紫                                         |       | 是 | 否 |
| 寶可夢 朱／紫                                         |       | 否 | 是 |
| 薩爾達傳說 王國之淚                                   |       | 是 | 是 |

## 備註
1. 1 2  Initially released as a special edition color for Splatoon 2. Later released as standard color in all regions.
2. ↑  Initially released as a special edition color for Super Mario Odyssey. Later released as standard color in Japan and Europe only.
3. 1 2 3 4 5  Only available in Japanese My Nintendo Store.